# 渡瀬常吉
渡瀬 常吉（わたぜ つねよし、慶応3年7月28日（1867年8月27日） - 昭和19年（1944年）10月14日）は、日本組合基督教会の牧師、宣教師。牧師の千葉昌雄、渡瀬主一郎の実兄であり、牧師3兄弟であった。

## 来歴

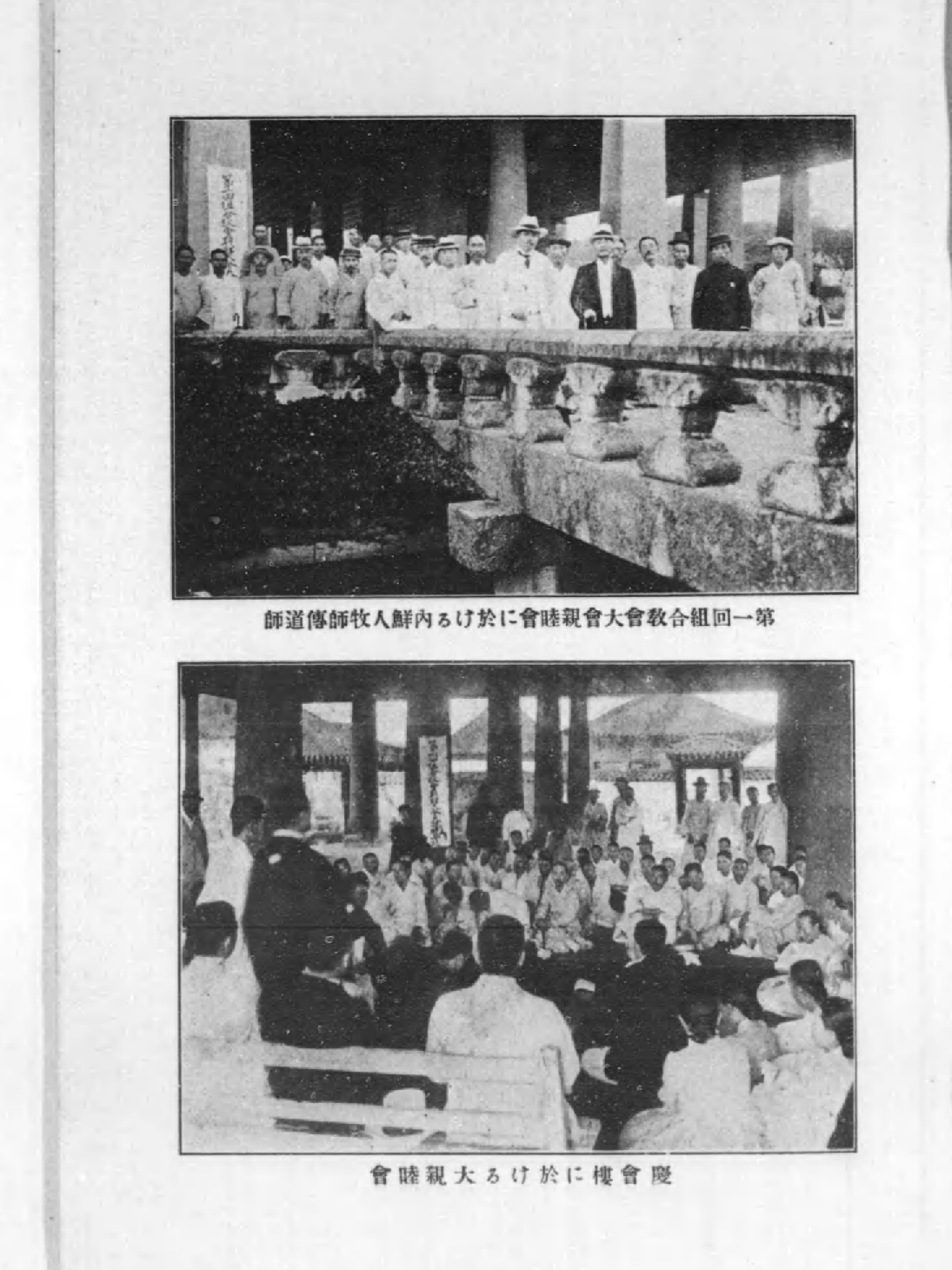
第1回組合教会大会親睦会と朝鮮人牧師伝道師

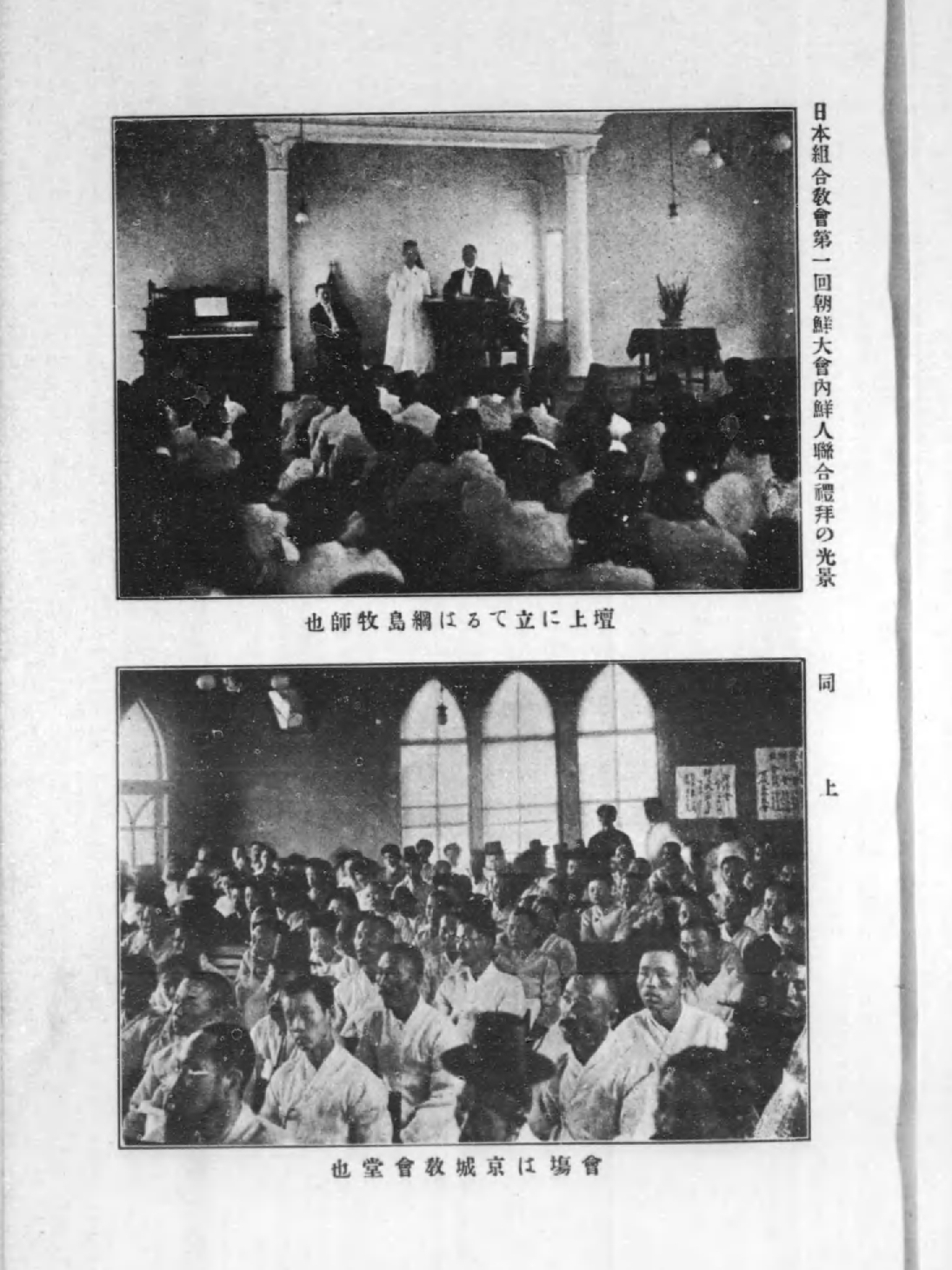
日本組合教会第1回朝鮮大会内朝鮮人礼拝

慶応3年（1867年）、熊本藩の八代の武士の子として生まれた。徳富蘇峰の大江義塾に学ぶ。18歳の時に八代組合教会で洗礼を受けた。その後、小学校の教員を経て、海老名弾正が校長をしていた熊本英学校に招かれて、国語を教えた。これ以来、海老名の忠実な教え子になった。
その後、日本組合基督教会の本郷教会の牧師を経て、1899年に大日本海外教育会の経営する、朝鮮の京城学堂の堂長に就任した。この学校で、約10年間日韓融和を目指す教育のために尽力した。明治43年（1910年）の日韓併合の後、朝鮮総督府より莫大な資金援助を受けて、朝鮮伝道を繰り広げる。明治44年（1911年）には京城と平壌に教会を設立した。
大正2年（1913年）に警醒社より『朝鮮教化の急務』を出版し、「朝鮮併合は、日本が世界の大勢に順応した結果である。東洋の平和を永遠に保証するため、日本帝国存在の必要と同時に、朝鮮一千五百万民衆の幸福を顧念した結果である」とした。
昭和9年（1934年）に『日本神学の提唱』で、「古事記」と聖書の内容は同一であると主張した。
昭和15年（1940年）、アジア伝道を夢見て興亜神学院を開いた。
昭和19年（1944年）、朝鮮の京城で死去した。

## 著書
- 『朝鮮教化の急務』（警醒社書店 1913年）
- 『日本神学の提唱』（ほざな社 1934年）
- 『海老名弾正先生』（龍吟社 1938年）